# Саркис Саркисян
Саркис Доник Саркисян (на арменски: Սարգիս Սարգսյան) е български философ и историк от арменски произход, университетски преподавател, професор.

## Биография
Роден е през 1932 г. в Русе. През 1957 г. завършва философия и втора специалност история в Софийския университет. През 1960 г. е назначен за асистент в Техническия университет в София, където работи до 1992 г. През 1977 г. е избран за професор по философия в Техническия университет. Той е един от основателите на специалност Арменска филология и сектор „Арменистика" в Софийския университет, където преподава „История на Армения“, „Арменска цивилизация“ и „Странознание“ от 1995 г. до 2009 г. От 1996 до март 1999 г. е главен секретар и заместник-ректор на Славянския университет. Назначен за директор на Центъра за обучение на студенти и специализанти на Великотърновския университет в София. През 1994 г. е избран за академик и член на Международната академия по философия. През 2008 г. е номиниран за академик на Арменската национална академия на науките.
Автор е на повече от 300 научни публикации, 20 монографии, 10 учебника и много публикации на арменски, английски, немски и руски език. По-значимите му трудове са: „Армения – духовен и научен живот през вековете“ (2001), „Арменската цивилизация“ (2005), и „История на Армения“ (2005).
Умира на 16 октомври 2009 г. в София. Погребан е в Арменските софийски гробища.